# Oligosita sparsiciliata
Oligosita sparsiciliata is een vliesvleugelig insect uit de familie Trichogrammatidae. De wetenschappelijke naam werd voor het eerst geldig gepubliceerd in 1994 door Nai-Quan Lin.